# Colzate
Colzate ist eine italienische Gemeinde (comune) mit 1619 Einwohnern (Stand 31. Dezember 2023) in der Provinz Bergamo, Region Lombardei.

## Geographie
Colzate befindet sich 20 km nordöstlich der Provinzhauptstadt Bergamo und 70 km nordöstlich der Metropole Mailand. 
Die Nachbargemeinden sind Casnigo, Gorno, Oneta und Vertova. Die Gemeinde gehört zur Comunità Montana Valle Seriana.

## Sehenswürdigkeiten
- Die Wallfahrtskirche (Santuario) San Patrizio liegt oberhalb des Dorfes. Der älteste Teil reicht ins 14. Jahrhundert zurück; Erweiterungen folgten vom 15. bis ins 18. Jahrhundert. Im Inneren befinden sich zahlreiche Fresken und Gemälde. 1986 und 1999 wurden Restaurierungen durchgeführt. Das Fest des Heiligen Patricius am 17. März gehört zu den bedeutenden Veranstaltungen.
- Die Dorfkirche, die San Maurizio geweiht ist,  stammt wahrscheinlich aus dem Jahr 1001, ist aber in ihrer heutigen Form barock. Das Patronatsfest wird am 22. September gefeiert. Als Kopatron des Ortes spielt der Hl. Sebastian ebenfalls eine Rolle in der örtlichen Volkskultur.